# Monomorium vonatu
Monomorium vonatu är en myrart som beskrevs av Bolton 1987. Monomorium vonatu ingår i släktet Monomorium och familjen myror. Inga underarter finns listade i Catalogue of Life.